# پرت اوسبرگ
پَرت اوسبرگ (استونیایی: Pärt Uusberg؛ زادهٔ ۱۶ دسامبر ۱۹۸۶) رهبر موسیقی، آهنگساز و بازیگر اهل استونی است.

## فیلم‌شناسی
- در باد مخالف (۲۰۱۴)
- Oleg (۲۰۱۰)
- کلاس (۲۰۰۷)